# NGC 3766

NGC 3766, también conocido como el "Cúmulo de la Perla", es un cúmulo abierto ubicado en la constelación del Centauro. Su magnitud es de 5.3 y está ubicado a una distancia aproximada de 5500 años luz, presentando un tamaño aparente de 12 minutos de arco. Fue descubierto por el astrónomo Nicolas Louis de Lacaille en el año 1752.
NGC 3766 contiene gran cantidad de estrellas con pulsación no radial (un tipo de estrellas variables), por lo que es una excelente localización para estudiarlas.

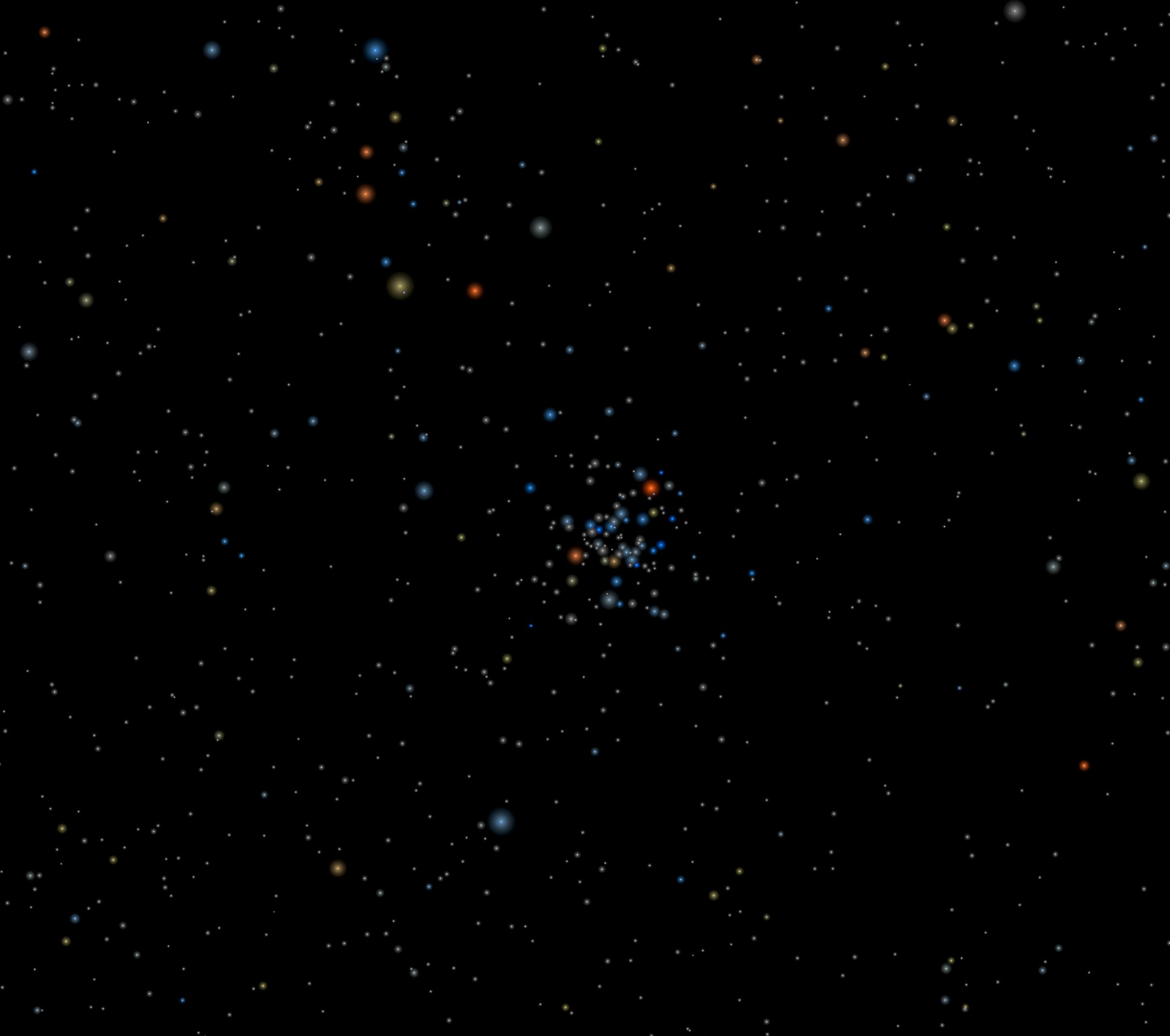
Imagen de NGC 3766.

## Observación

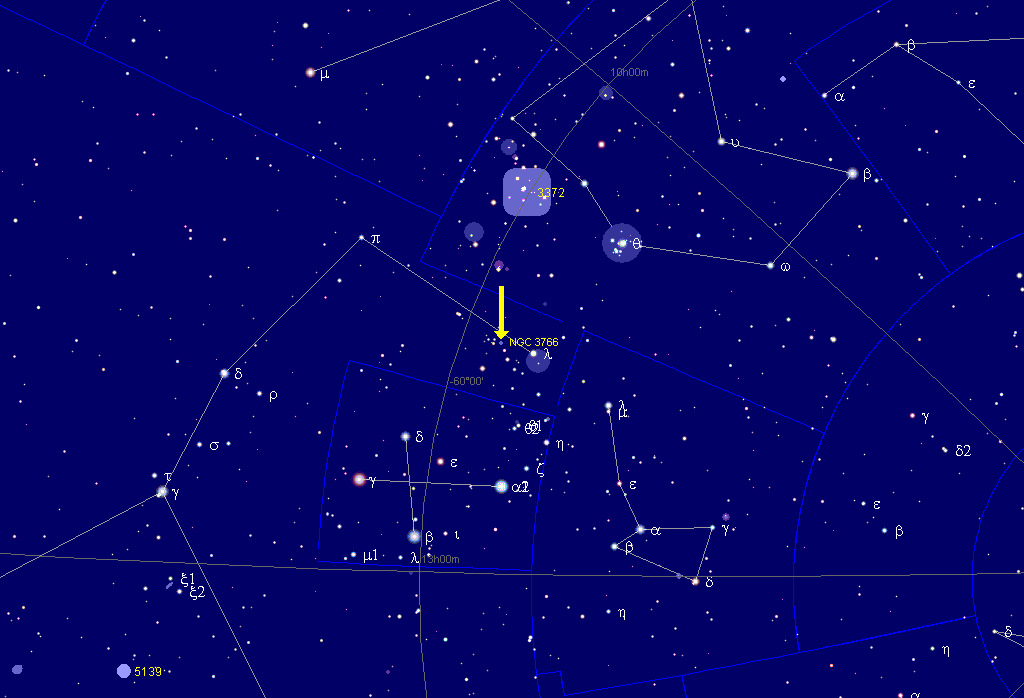
Localización de NGC 3766.

Al ser un cúmulo relativamente brillante, es posible observarlo con telescopios pequeños. Al localizarse tan cerca del Polo Sur Celeste, es un objeto observable mayormente en el hemisferio sur.